# 石山站
石山站（日语：／ Ishiyama eki */?）是位於日本滋賀縣大津市的西日本旅客鐵道（JR西日本）東海道本線（琵琶湖線）鐵路車站。

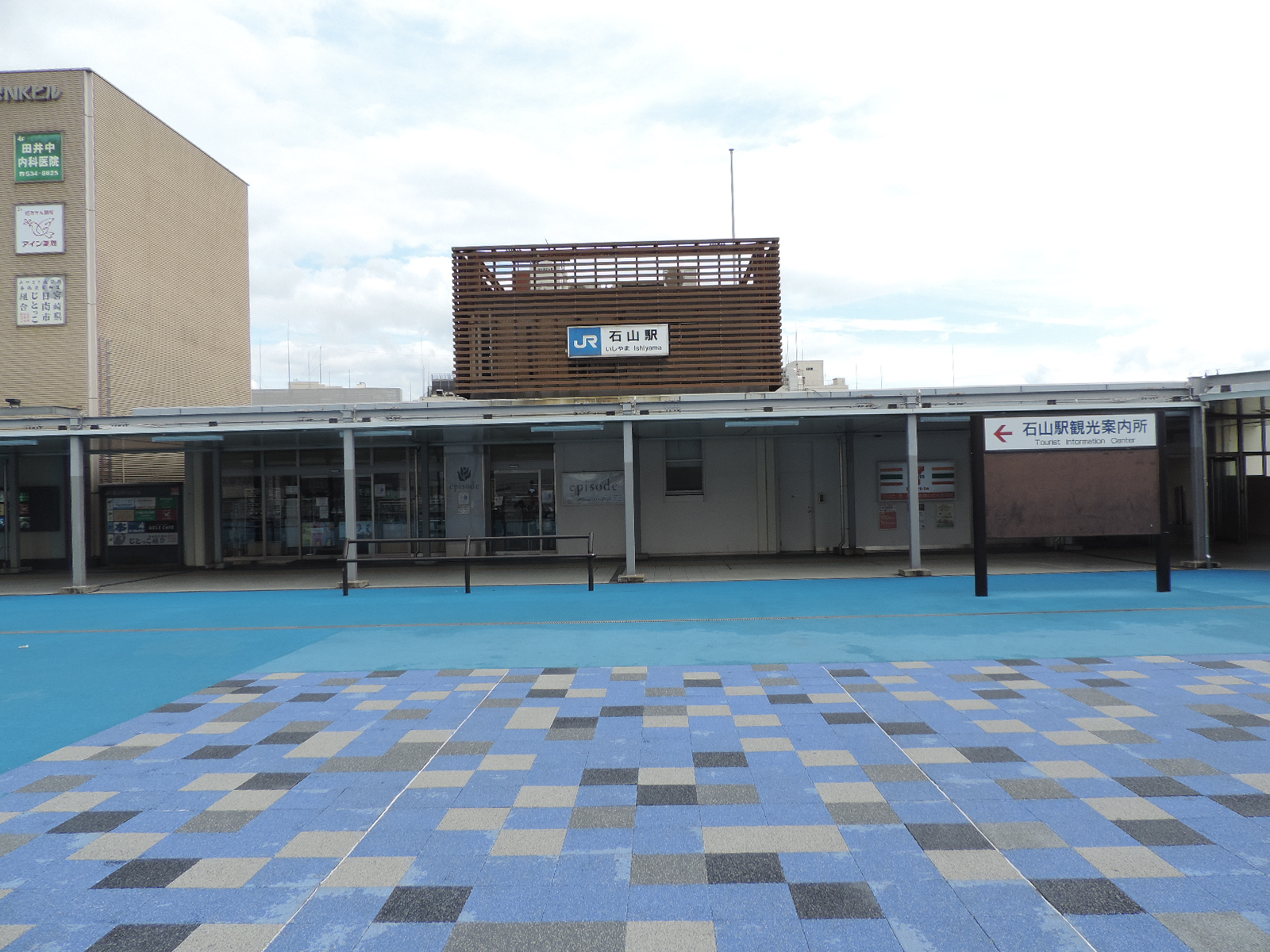
南口（2020年6月）

## 車站構造

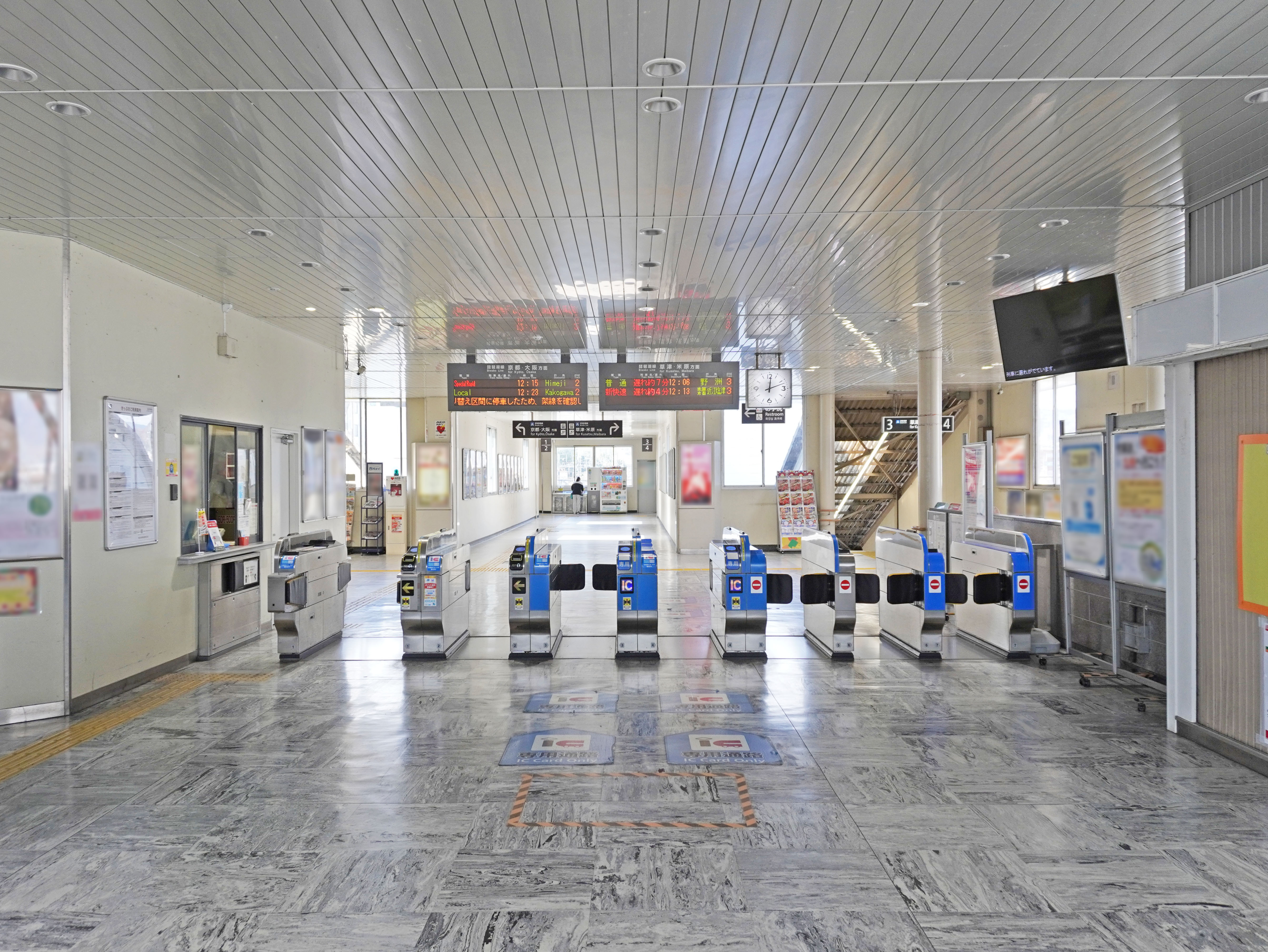
檢票口（2022年12月）

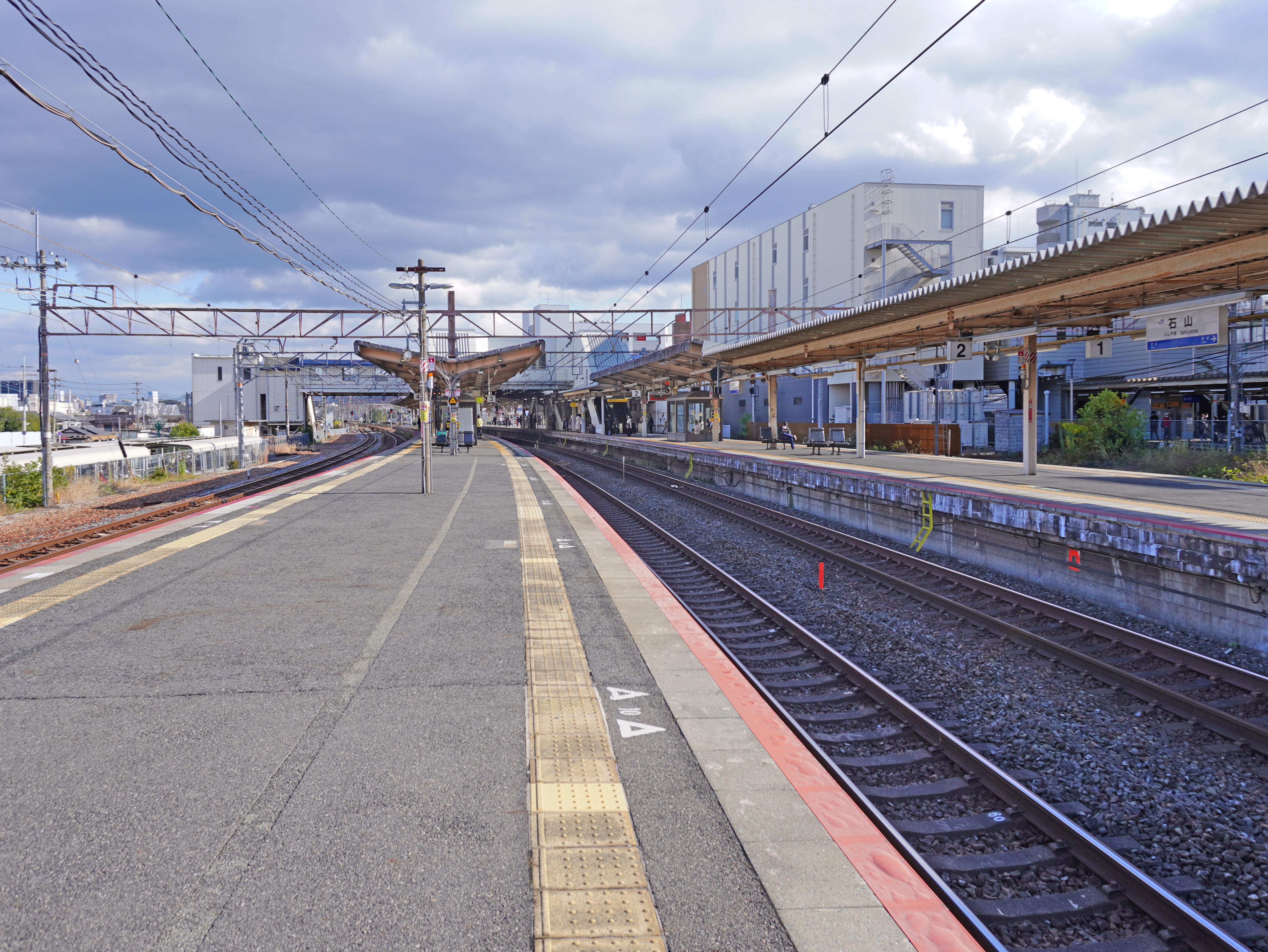
月台（2022年12月）

島式月台2面4線加外側待避線共6線，有跨站式站房。

### 月台配置
| 月台 | 路線     | 方向（軌道）   | 目的地         | 備註               |
| ---- | -------- | -------------- | -------------- | ------------------ |
| 1    | 琵琶湖線 | 下行（外側線） | 京都、大阪方向 | 所有特急與部分列車 |
| 2    | 琵琶湖線 | 下行（內側線） | 京都、大阪方向 |                    |
| 3    | 琵琶湖線 | 上行（內側線） | 草津、米原方向 |                    |
| 4    | 琵琶湖線 | 上行（外側線） | 草津、米原方向 | 所有特急與部分列車 |

## 使用情況
2018年度1日平均上車人次為24,223人。滋賀縣內車站次於南草津站、草津站排行第3位，JR西日本全體車站排行第41位。
根據滋賀縣統計書，近年1日平均上車人次推移如下表。
| 年度               | 1日平均 上車人次 | 來源   |
| ------------------ | ---------------- | ------ |
| 1992年（平成04年） | 23,456           | [ 2 ]  |
| 1993年（平成05年） | 23,992           | [ 3 ]  |
| 1994年（平成06年） | 24,192           | [ 4 ]  |
| 1995年（平成07年） | 24,851           | [ 5 ]  |
| 1996年（平成08年） | 25,081           | [ 6 ]  |
| 1997年（平成09年） | 24,758           | [ 7 ]  |
| 1998年（平成10年） | 24,322           | [ 8 ]  |
| 1999年（平成11年） | 23,764           | [ 9 ]  |
| 2000年（平成12年） | 23,623           | [ 10 ] |
| 2001年（平成13年） | 23,438           | [ 11 ] |
| 2002年（平成14年） | 23,043           | [ 12 ] |
| 2003年（平成15年） | 23,039           | [ 13 ] |
| 2004年（平成16年） | 22,949           | [ 14 ] |
| 2005年（平成17年） | 23,320           | [ 15 ] |
| 2006年（平成18年） | 23,677           | [ 16 ] |
| 2007年（平成19年） | 24,098           | [ 17 ] |
| 2008年（平成20年） | 24,412           | [ 18 ] |
| 2009年（平成21年） | 23,977           | [ 19 ] |
| 2010年（平成22年） | 24,156           | [ 20 ] |
| 2011年（平成23年） | 24,475           | [ 21 ] |
| 2012年（平成24年） | 24,722           | [ 22 ] |
| 2013年（平成25年） | 25,004           | [ 23 ] |
| 2014年（平成26年） | 24,285           | [ 24 ] |
| 2015年（平成27年） | 24,596           | [ 25 ] |
| 2016年（平成28年） | 24,429           | [ 26 ] |
| 2017年（平成29年） | 24,413           | [ 27 ] |
| 2018年（平成30年） | 24,223           |        |

## 車站周邊
- 關西日本電氣 本社、大津工場
- 日本電氣硝子
- Toray（東レ）滋賀事業場
- 平和堂石山店
- 近江Bowl（近江ボウル）
- 琵琶湖石山酒店（びわこ石山ホテル）
- 皇家橡樹飯店（ロイヤルオークホテル）
- 大津湯（車站北口）
- （页面存档备份，存于）
- 王將餃子 石山店
- 麥當勞 石山站前店
- 國道1號
- 東海道
- 今井兼平之墓

## 历史
- 1903年4月1日 開業。

## 相鄰車站
西日本旅客鐵道
 琵琶湖線（東海道本線）
- 特急「遙」「琵琶湖特快」停車站

■新快速
南草津（JR-A25）－石山（JR-A27）－大津（JR-A29）
■普通（包括在京都站或高槻站以西變為快速列車者）
瀨田（JR-A26）－石山（JR-A27）－膳所（JR-A28）

## 外部連結
- 石山｜車站資訊：JR出門網 - 西日本旅客鐵道